# Spoorlijn 150 (België)
Spoorlijn 150 is een Belgische spoorlijn van Tamines
via Aisemont, Mettet, Maredsous, Anhée, Dinant, Anseremme, Houyet, Rochefort naar Jemelle.

## Geschiedenis
De lijn is tussen 1879 en 1894 in bedrijf genomen. Tussen Bouvignes en Neffe werd gebruikgemaakt van de reeds bestaande lijn van de spoorwegmaatschappij Nord Belge door het Maasdal (spoorlijn 154 van Namen via Dinant naar Givet).
Oorspronkelijk was de gehele lijn enkelspoor. De sectie Tamines - Houyet is op dubbelspoor gebracht in 1924-1925, samen met spoorlijn 166 (Dinant - Bertrix), in verband met toenemend goederenvervoer. De Belgische spoorwegen leidden het ijzererts- en cokesvervoer van en naar Luxemburg en Lotharingen over de lijnen 165, 166 en 150 om de Nord – Belge-lijn Givet - Namen te omzeilen. Na de Tweede Wereldoorlog was de Nord Belge genationaliseerd en nam het goederenvervoer over lijn 150 sterk af. Het reizigersverkeer tussen Houyet en Jemelle is opgeheven in april 1959, tussen Tamines en Bouvignes in het najaar van 1962. Na opheffing van het personenvervoer werd het baanvak Tamines - Houx/Bouvignes weer op enkelspoor gebracht. De sectie Houyet - Hour-Havenne werd opgebroken in 1972. De sectie Hour-Havenne - Jemelle werd opgebroken in 1985.
Het baanvak Aisemont - Houx werd buiten dienst gesteld in de jaren 1981-1983 maar de lijn werd om militair-strategische redenen tot september 2007 in stand gehouden. Op het baanvak Warnant - Anhée werden de sporen opgebroken in november 2007.

## Huidige toestand
- sectie Tamines - Aisemont: in dienst voor goederenverkeer.
- sectie Aisemont - Y Anhée: opgebroken. Op de bedding is een RAVeL fiets- en wandelpad aangelegd in asfalt (36 km). Op een overgebleven spoor van de sectie Maredsous - Warnant wordt naast het fietspad toeristisch spoorfietsenverkeer georganiseerd[1].
- sectie Y Anhée - Y Neffe behoort nu administratief tot lijn 154.
- sectie Y Neffe - Houyet behoort nu administratief tot lijn 166.
- sectie Houyet - Rochefort - Jemelle: opgebroken. Tussen Houyet en Jemelle is een RAVeL fiets- en wandelpad aangelegd in asfalt (22 km). Op de sectie Rochefort-Jemelle werd een betonnen piste met een centrale rail aangelegd, waar Bombardier proeven deed met de Guided Light Transport (GLT), een systeem van half tram-half bus. De centrale rail werd na de proeven weer uitgebroken.

## Aansluitingen
In de volgende plaatsen is of was er een aansluiting op de volgende spoorlijnen:
Tamines
Spoorlijn 130 tussen Namen en Charleroi-Centraal
Spoorlijn 147 tussen Landen en Tamines
Y Zuid-Tamines
Spoorlijn 147/1 tussen Y Noord-Tamines en Y Zuid-Tamines
Mettet
Spoorlijn 137 tussen Acoz en Mettet
Ermeton-sur-Biert
Spoorlijn 136A tussen Senzeille en Ermeton-sur-Biert
Y Anhée
Spoorlijn 154/1 tussen Y Anhée en Y Houx
Y Bouvignies
Spoorlijn 154 tussen Namen en Heer-Agimont
Y Neffe
Spoorlijn 154 tussen Namen en Heer-Agimont
Houyet
Spoorlijn 166 tussen Y Neffe en Bertrix
Jemelle
Spoorlijn 162 tussen Namen en Sterpenich